# Дадуша
Дадуша — царь Эшнунны, правил предположительно в 1788 — 1779 годах до н. э.
Сын Ипик-Адада II и младший брат Нарам-Сина.

## Захват Манкисума
Дадуша предпринял поход против города Манкисум, который принадлежал тогда Шамши-Ададу I, а, вернее, его сыну и подчинённому ему царю города Экаллатума Ишме-Дагану. Из письма Ишме-Дагана к своему брату правителю Мари Ясмах-Ададу известно, что Дадуша предложил царю Вавилона Хаммурапи присоединиться к нему, но тот отказался.

«Человек (= царь) Эшнунны собрал всё своё войско, вместе с людьми гирсеккум (дворцовые служащие) и бел думки (ополчение). Находясь в Упи, он постоянно писал человеку Вавилона, чтобы он присоединился к нему для захвата Манкисума. Но человек Вавилона не согласился».
Когда весть о возможных переговорах достигла пределов Ассирии, Ишме-Даган по поручению своего отца собрал войско и начал возводить оборонительные сооружения на границе с Эшнунной. В других текстах прямо говорится о столкновениях войск Шамши-Адада и Эшнунны. Датировочная формула Дадуши утверждает, что тот разгромил войско города Экаллатума. В одном письме говорится о продвижении отрядов Ишме-Дагана в сторону Эшнунны.
В другом письме Ишме-Даган пишет о попытках правителя Эшнунны возвести укрепления недалеко от Экаллатума. Причём, Ишме-Даган сообщает, что собирается первым напасть на неприятеля. Чувствуя угрозу со стороны войск Ишме-Дагана, Дадуша отступил, однако в конце концов ему удалось овладеть Манкисумом. Это событие он впоследствии отметил в одной из своих датировочных формул.

## Овладение Рапикумом
Захватив Манкисум, Дадуша отправился в поход на земли в районе среднего Евфрата. Его десятитысячная армия поднялась вверх по Евфрату и оккупировала регион от Сухума до Ханата. В следующем письме Ишме-Дагана предупреждают о наступлении Эшнунны на страну Харбе (к северо-востоку от города Ит). Ишме-Даган, видимо, не поверил полученному известию, тогда ему во второй раз посылают предупреждение о появлении войск Эшнунны в Харбе и о приближении их к Евфрату. Отправитель письма доносит о намерении правителя Эшнунны напасть на город Рапикум. Видимо, какое-то влияние над Рапикумом Дадуша получил, так как он выдал свою дочь за правителя этого города, что отмечено в его датировочной формуле.
Как видно из этой переписки, ссоры между Эшнунной и Шамши-Ададом шли из-за трёх городов: Манкисума на Тигре и Рапикума и Ита (Нижний Туттуль, современный городище Хит) на Евфрате.

## Мир с Шамши-Ададом. Совместный поход на Арбелы
В 1781 году до н. э. между Дадушей и Шамши-Ададом было заключено мирное соглашение, детали которого нам не известны. Более того, они провели совместный поход против царства Урбилум (Арбелы). Сохранился фрагмент победной стелы Шамши-Адада (теперь в Лувре), где он наносит топором удар по голове врага (видимо, царя Арбелы), которого прижимает к земле ногой. Надпись на оборотной стороне посвящена походу, который Шамши-Адад провёл вместе с царём Эшнунны против царства Арбелы. Из датировочной формулы Дадуши становится ясно, что тот в ходе этого похода захватил город Кабра.
В 1779 году до н. э. Дадуша умер.

## Список датировочных формул Дадушы
|     | |
| a   | a Год, когда Дадуша вошёл в дом своего отца (то есть занял его место — стал царём) Baqir 9 mu da-du-sza a-na e2 a-bi-szu i-ru-bu b Год, когда Дадуша [стал] царём Greengus mu da-du-sza lugal |
| b   | Год, когда Дадуша разбил войско Экаллатума Baqir 10 mu um-ma-na-at e2-gal-la-timki da-du-sza isz2-ki-pu-u2 |
| c   | Год, когда Дадуша принёс в этемен-урсаг Адада непревзойденную колесницу Уту (Шамаша) Baqir 11 mu giszgigir nu-sa2 dutu e2-temen-ur-sag diszkur da-du-sza u2-sze-ri-bu |
| d   | a Год, когда Дадуша принёс в храм Тишпака золотую статую Baqir 12 mu 1 alan ku3-sig17 da-du-sza a-na e2-dtiszpak u2-sze-ri-bu b Год, когда [Дадуша принёс в храм Тишпака] бронзовую статую, [представляющую его] молящимся Greengus 24 8 mu 1 alan szud3 sza da-du-sza / szud3 zabar c Год, когда [Дадуша принёс в храм Тишпака] золотую статую и бронзовую статую Simmons 80 6 mu alan ku3-sig17 u3 alan zabar dda-du-sza e Год статуи [представляющей] Дадуша молящимся Greengus, IszЌali 24 n. 8 mu alan szud3 sza da-du-sza f Год бронзовой статуи [представляющей Дадуша] молящимся Greengus, IszЌali 24 n. 9 mu alan szud3 zabar |
| g   | Год, когда Дадуша захватил Манкисум mu ma-an-ki-suki da-du-sza isy-ba-tu |
| h   | a Год, когда Дадуша [принёс в храм] оружие для Уту (Шамаша) mu gisztukul dutu da-du-sza u2-sze-ri-bu b Год, когда [Дадуша принёс в храм] шита-оружие для Уту (Шамаша) NBC 7696 mu szita2 dutu-ra |
| h+1 | Год после года, когда [Дадуша принёс в храм] шита-оружие для Уту (Шамаша) NBC 7696 mu us2-sa szita2 dutu-ra |
| i   | Год, когда дочь царя была выдана жамуж в Рапикум JCS 13 80 2 mu dumu-munus lugal a-na ra-pi-qi2-im i-hu-zu |
| ult | Год, когда Дадуша захватил Кабару Baqir 13 mu qa-ba-raki da-du-sza in-dab5 |

| Династия Эшнунны             |                                                               |                           |
| Предшественник: Даннум-тахаз | царь Эшнунны ок. 1788 — 1779 до н. э. (правил не менее 9 лет) | Преемник: Ибаль-пи-Эль II |